# 前川國男
前川 國男（まえかわ くにお、1905年5月14日 - 1986年6月26日）は、日本の建築家。

## 人物
ル・コルビュジエ、アントニン・レーモンドの元で学び、モダニズム建築の旗手として、第二次世界大戦後の日本建築界をリードした。丹下健三、木村俊彦は前川事務所の出身であった。
近代建築を最初に生み出した西ヨーロッパからみれば前近代的であった日本に、真正の近代建築を根付かせるという使命を自らに課すことから、前川國男は出発した。日本と日本建築界は当時の先進地域と同水準の技術的な土台、経済的下部構造または生産の社会的諸条件を備えるべきであり、もしそれが先行あるいは並行して実現されなければ、日本の近代建築は見せかけだけの偽物にとどまるしかないであろうと、前川は考えた。
第二次世界大戦中・直後の資材統制が終わった1950年代に前川は「日本相互銀行本店」をはじめとする諸作品によって「テクニカル・アプローチ」の範を示し、日本における近代建築の技術的諸課題の克服に直接的かつ間接的に寄与した。
しかしその設計作品は、初期および中期においてさえ、均等ラーメン構造、工業化、機能主義等によって特徴付けられる（いわゆる国際様式の）単なる近代建築というよりは、「光の下で組み合わされた諸々のヴォリュームの巧緻精確で壮麗な遊戯」（ル・コルビュジエ）とみなすことができ、人間的な尺度と民俗的または土着的な温かみを兼備している。
1960年代半ば以降、前川は産業社会とそれを支える合理主義のいくつかの側面にきわめて批判的になったが、近代運動の理想の最良の部分を最後まで放棄しなかった。何よりも強調するべきことは、前川はその生涯を通し建築家の職能と職業倫理の確立のために尽力したと言い得る。

## 経歴
- 1905年 (明治38年) - 新潟県新潟市中央区学校町通2番町に生まれ、東京に育つ。父・前川貫一は内務省土木技師（勅任官）[3]。母は旧弘前藩士の家系[4]。6歳下の弟前川春雄は後の日銀総裁。
- 1918年 (大正7年) - 真砂小学校（現文京区立本郷小学校）卒業。
- 1922年 (大正11年)  - 東京府立第一中学校四年修了。
- 1925年 (大正14年) - 第一高等学校理科甲類卒業。
- 1928年 (昭和3年) - 東京帝国大学工学部建築学科卒業（谷口吉郎と同年）、渡仏して首都パリへ行き、ル・コルビュジエのセーヴル通りの事務所に入所。シャルロット・ペリアン、アルフレッド・ロート、ホセ・ルイ・セルトと親交。ル・コルビュジエに弟子入りした初の日本人であった。渡仏に際しては母方の伯父であった外交官の佐藤尚武を頼った[4]。
- 1930年 (昭和5年) - 前年渡仏した坂倉準三と入れ代わるように帰国。東京レーモンド建築事務所に入所。
- 1931年 (昭和6年) - 東京帝室博物館（現・東京国立博物館）公開コンペに落選覚悟の計画案を提出。建築家・前川國男の実質的デビュー。予想通り落選した後、「負ければ賊軍」と題する一文を発表[4]。
- 1932年 (昭和7年) - 木村産業研究所（青森県弘前市）落成。実作第一号。フランス滞在中の前川と友人付き合いをした、駐仏日本大使館付武官の木村隆三が、郷里・弘前の振興を考えて依頼。ブルーノ・タウトが弘前訪問時に実見して『日本美の再発見』で記している[4]。
- 1935年 (昭和10年) - 東京・銀座に事務所開設（銀座商館ビルに入居）。
- 1945年 (昭和20年) - 太平洋戦争下の空襲で銀座の事務所が焼失。目黒の自邸に事務所機能を移転[5]。
- 1951年 (昭和26年) - CIAM（シアム・近代建築国際会議）第8回大会に、丹下健三、吉阪隆正を連れて参加。ル・コルビュジエと再会。
- 1954年 (昭和29年) - MIDビルが東京・四谷に完成。自邸から事務所を移転。
- 1955年 (昭和30年) - ル・コルビュジエ来日、前川事務所訪問。
- 1956年 (昭和31年) - 日本建築家協会理事に選出。
- 1959年-1962年 (昭和34-37年) - 日本建築家協会会長。
- 1965年-1969年 (昭和40-44年) - UIA (国際建築家連合) 副議長。
- 1968年 (昭和43年) - 第一回日本建築学会賞大賞受賞。受賞者のメッセージとして「もうだまっていられない」を発表し、建築家と建築界における精神の自由と連帯意識の欠如を批判する。
- 1984年 (昭和59年) - 日本建築家協会名誉会員。
- 1986年 (昭和61年) - 死去。享年81。墓所は渋谷区仙寿院。

## 受賞
- 1953年 - 日本建築学会賞作品賞（日本相互銀行本店）
- 1955年 - 日本建築学会賞作品賞（神奈川県立音楽堂・神奈川県立図書館）
- 1956年 - 日本建築学会賞作品賞（国際文化会館）
- 1959年 - スウェーデンヴァーサ王立勲章（騎士団勲章）
- 1961年 - 日本建築学会賞作品賞（京都会館）
- 1962年 - 朝日文化賞、日本建築学会賞作品賞（東京文化会館）
- 1963年 - 国際建築家連合オーギュスト・ペレ賞、英国建築家協会名誉会員
- 1966年 - 日本建築学会賞作品賞（蛇の目ミシン本社）
- 1967年 - フィンランド獅子勲章
- 1968年 - 日本建築学会賞大賞（近代建築の発展への貢献）
- 1972年 - 毎日芸術賞（埼玉県立博物館）
- 1974年 - 日本芸術院賞（埼玉県立博物館）[6]
- 1978年 - フランス国家功労勲章
- 1985年 - 東京都文化賞

## 主な作品
| 建造物名                                 | 年                 | 所在地           | 状態                | 指定                                                 | 備考1 |
| ---------------------------------------- | ------------------ | ---------------- | ------------------- | ---------------------------------------------------- | --- |
| 財団法人木村産業研究所                   | 1932年（昭和7年）  | 青森県弘前市     |                     | 重要文化財、DOCOMOMO選                               | |
| 自邸                                     | 1942年（昭和17年） | 東京都小金井市   | 移築                |                                                      | |
| テーテンス別邸                           | 1942年（昭和17年） | 静岡県熱海市     | 現存                | 登録有形文化財                                       | 現在、宿泊施設「稲村ハウス」として営業 |
| プレモス住宅                             | 1949年（昭和24年） |                  | 現存せず            |                                                      | 木造の組立て住宅 |
| 旧日本相互銀行本店                       | 1952年（昭和27年） | 東京都中央区     | 現存せず            | 日本建築学会賞、DOCOMOMO選                           | |
| 青森県立弘前中央高等学校講堂             | 1954年（昭和29年） | 青森県弘前市     |                     | DOCOMOMO選                                           | |
| MIDビル                                  | 1954年（昭和29年） | 東京都新宿区     |                     |                                                      | |
| NHK富士見ヶ丘クラブハウス                | 1954年（昭和29年） | 東京都杉並区     | 現存せず            |                                                      | |
| 神奈川県立図書館・音楽堂                 | 1954年（昭和29年） | 神奈川県横浜市   |                     | 日本建築学会賞、DOCOMOMO選                           | 神奈川県立図書館については2022年9月にオープンする新棟が新たに本館となり、それに先立って前川が設計した旧本館は2022年4月から「前川國男館」に名称が変更される。 |
| 国際文化会館                             | 1955年（昭和30年） | 東京都港区       |                     | 日本建築学会賞、DOCOMOMO選                           | 共同設計：坂倉準三・吉村順三 |
| 福島県教育会館                           | 1956年（昭和31年） | 福島県福島市     |                     | DOCOMOMO選                                           | |
| 岡山県庁舎                               | 1957年（昭和32年） | 岡山市北区       |                     | DOCOMOMO選                                           | |
| 公団阿佐ヶ谷団地                         | 1958年（昭和33年） | 東京都杉並区     | 現存せず            |                                                      | |
| 晴海高層アパート                         | 1958年（昭和33年） | 東京都中央区     | 一部移築保存        |                                                      | |
| 弘前市役所                               | 1958年（昭和33年） | 青森県弘前市     | 登録有形文化財      |                                                      | |
| ブリュッセル万国博日本館                 | 1958年（昭和33年） | ベルギー         | 現存せず            |                                                      | |
| 世田谷区民会館・世田谷区役所             | 1959年（昭和34年） | 東京都世田谷区   |                     | DOCOMOMO選                                           | |
| 学習院大学中央教室（ピラミッド校舎）     | 1960年（昭和35年） | 東京都豊島区     | 現存せず            |                                                      | |
| 学習院大学北1号館（旧文学部棟）・南2号館 | 1960年（昭和35年） | 東京都豊島区     |                     |                                                      | |
| 学習院大学大学図書館                     | 1960年（昭和35年） | 東京都豊島区     |                     |                                                      | 大学図書館機能は2023年に移転。同年度中に耐震改修工事とあわせて外観を竣工当時の姿に戻し「霞会館記念学習院ミュージアム」に改修する計画。                       |
| 京都会館                                 | 1960年（昭和35年） | 京都市左京区     | 第一ホール 以外現存 | 日本建築学会賞、BCS賞、DOCOMOMO選                    | 現：ロームシアター京都 |
| 東京文化会館                             | 1961年（昭和36年） | 東京都台東区     |                     | DOCOMOMO選                                           | |
| 国立国会図書館本館                       | 1961年（昭和36年） | 東京都千代田区   |                     |                                                      | |
| 岡山県総合文化センター                   | 1961年（昭和36年） | 岡山県岡山市     |                     |                                                      | 現・岡山県天神山文化プラザ |
| 神奈川県立青少年センター                 | 1962年（昭和37年） | 神奈川県横浜市   |                     | DOCOMOMO選                                           | |
| 林原美術館                               | 1963年（昭和37年） | 岡山市北区       |                     |                                                      | |
| 紀伊國屋ビルディング                     | 1964年（昭和39年） | 東京都新宿区     |                     | DOCOMOMO選、 東京都選定歴史的建造物                  | |
| 弘前市民会館                             | 1964年（昭和39年） | 青森県弘前市     |                     |                                                      | |
| 世田谷区郷土資料館                       | 1964年（昭和39年） | 東京都世田谷区   |                     |                                                      | |
| 蛇の目ビル                               | 1965年（昭和40年） | 東京都中央区     | 現存せず            | 日本建築学会賞                                       | |
| 神奈川婦人会館                           | 1965年（昭和40年） | 神奈川県横浜市   |                     | DOCOMOMO選                                           | |
| 埼玉会館                                 | 1966年（昭和41年） | 埼玉県さいたま市 | 登録有形文化財      | DOCOMOMO選                                           | |
| 日本万国博覧会鉄鋼館                     | 1970年（昭和45年） | 大阪府吹田市     |                     |                                                      | 現・EXPO'70パビリオン |
| 日本万国博覧会自動車館                   | 1970年（昭和45年） | 大阪府吹田市     | 現存せず            |                                                      | |
| 弘前市立病院                             | 1971年（昭和46年） | 青森県弘前市     |                     |                                                      | |
| 埼玉県立博物館                           | 1971年（昭和46年） | 埼玉県さいたま市 |                     | 毎日芸術賞、日本芸術院賞、2002年日本建築家協会25年賞 | 現・埼玉県立歴史と民俗の博物館 |
| 東京海上ビルディング本館                 | 1974年（昭和49年） | 東京都千代田区   | 現存せず            |                                                      | のち東京海上日動ビルディング本館 |
| 東京都美術館                             | 1975年（昭和50年） | 東京都台東区     |                     |                                                      | |
| ケルン市立東洋美術館                     | 1976年（昭和51年） | ドイツ・ケルン   |                     |                                                      | |
| 弘前市立博物館                           | 1976年（昭和51年） | 青森県弘前市     |                     |                                                      | |
| 熊本県立美術館                           | 1977年（昭和52年） | 熊本県熊本市     |                     | 2006年日本建築家協会25年賞大賞、DOCOMOMO選           | |
| 白河市文化センター                       | 1977年（昭和52年） | 福島県白河市     |                     |                                                      | |
| 山梨県立美術館                           | 1978年（昭和53年） | 山梨県甲府市     |                     |                                                      | |
| 福岡市美術館                             | 1979年（昭和54年） | 福岡市中央区     |                     |                                                      | |
| 藤枝市立図書館                           | 1979年（昭和54年） | 静岡県藤枝市     |                     |                                                      | |
| 国立西洋美術館新館                       | 1979年（昭和54年） | 東京都台東区     |                     |                                                      | |
| 白河市歴史民俗資料館                     | 1979年（昭和54年） | 福島県白河市     |                     |                                                      | |
| 弘前市緑の相談所                         | 1980年（昭和55年） | 青森県弘前市     |                     |                                                      | |
| 埼玉県立自然史博物館                     | 1981年（昭和56年） | 埼玉県長瀞町     |                     |                                                      | 現・埼玉県立自然の博物館 |
| 宮城県美術館                             | 1981年（昭和56年） | 宮城県仙台市     |                     |                                                      | |
| 熊本県立劇場                             | 1982年（昭和57年） | 熊本県熊本市     |                     |                                                      | |
| 国際基督教大学湯浅八郎記念館             | 1982年（昭和57年） | 東京都三鷹市     |                     |                                                      | |
| 学習院女子大学図書館                     | 1982年（昭和57年） | 東京都新宿区     |                     |                                                      | |
| 弘前市斎場                               | 1983年（昭和58年） | 青森県弘前市     |                     | 2009年日本建築家協会25年賞                           | |
| 国立音楽大学講堂                         | 1983年（昭和58年） | 東京都国立市     |                     |                                                      | |
| 横浜市中区役所                           | 1983年（昭和58年） | 神奈川県横浜市   |                     |                                                      | |
| 新潟市美術館                             | 1985年（昭和60年） | 新潟県新潟市     |                     |                                                      | |
| 石垣市民会館                             | 1985年（昭和60年） | 沖縄県石垣市     |                     |                                                      | |
| 国立国会図書館新館                       | 1986年（昭和61年） | 東京都千代田区   |                     |                                                      | |
| 東京大学山上会館                         | 1986年（昭和61年） | 東京都文京区     |                     |                                                      | |

### エピソード
- 東京海上ビルディング本館（合併し東京海上日動ビル）は、生涯で手掛けた唯一の高層建築だが、建設時には「美観論争」が巻き起こった[18]。これは、1961年の31メートルの高さ制限（いわゆる百尺規制）撤廃と容積制への移行をふまえ、当初は、地上30階、高さ130メートルの超高層ビルとして構想されていたが、丸の内が美観地区に指定されていたこと、また「皇居を見下ろすとはけしからん」という反対の声が上がり、国会質問でも取り上げられるなど賛否をめぐり論争になった[18]。最終的に地上25階、高さを99.7メートルにする設計を変更して建設することになった[18]。
前川自身は、超高層建築の条件として敷地に公共的なスペースを確保することを持論としており、東京海上ビルディングの建築では1万100平方メートルの敷地のうち、ビルが立つ部分の面積は2100平方メートルだった（1986年に新館が建てられたが建築面積は4900平方メートルに抑えられた）[18]。2000年代に規制緩和で、丸の内には超高層ビルが建て替え林立し、東京海上ビルディングの建物はそれらに取り囲まれる格好になった[18]。東京海上ビルディングも再開発により、2022年10月から解体された（新ビルは2028年度[18]に完成予定）。
- 青森県弘前市には、母菊枝の生家が弘前藩士だった事もあり、前川の手がけた建築物が数多い。現在は、木村産業研究所（1932年）、弘前中央高校講堂（1954年）、弘前市役所（1958年）、弘前市民会館（1964年）、弘前市立病院（1971年）、弘前市立博物館（1976年）、弘前市緑の相談所（1980年）、弘前市斎場（1983年）が残されている。
- 「前川リポート」で知られる日本銀行総裁（第24代）の前川春雄は、実弟（三男）である。なお父は内務省勤務の土木官僚前川貫一で、國男は長男。
- 府立一中（現・都立日比谷高）時代に、梁田貞により音楽の世界に魅せられ、また建築家アントニン・レーモンドの妻ノエミも同校で英語教師をしていた。
- 東京帝国大学在学時に、師の岸田日出刀がヨーロッパから持ち帰ったル・コルビュジエの4冊の本に影響され、渡欧留学するきっかけとなった。なお著書『今日の装飾芸術』（構成社書房、1930年／改訳版・鹿島出版会〈SD選書〉、1966年）を訳している。

## 建築的プロムナード
ル・コルビュジエが映画、キュビスム絵画、アラブ建築等の原理を研究しながら考案した内部交通システム。建築家富永譲によれば、前川作品における建築的プロムナードは、初期および中期においては、ル・コルビュジエの強い影響下にあり、シトロアン住宅にみられるような吹き抜けを通しての垂直的運動を重視していた。しかし、ル・コルビュジエの没年でもあった1965年以降、特に後期の美術館群においては、「ある種の音楽的なリズム」あるいは緩急の変化を伴う水平方向の運動が相対的に強まり、造園や書道とも関連すると考えられる「一筆書き」のプランとともに日本的空間把握に基づく独自の建築的プロムナードを完成させた。
ル・コルビュジエの散策路では、来訪者が歩みを進めるにつれ、様々なパースペクティヴ（遠近感）が継起しながら展開する。それは「絶えず変化に富み、思いがけず、ときとして驚きを与える諸々の様相」を提供し、光や薄暗がりを作り出したり、突然建物の外部に向かって開かれたパースペクティヴのなかに来訪者を投げ込んだりする、多くの仕掛けに満ちている。
後期の前川作品にも同様の特徴は残っているといえるが、富永が的確に指摘するように、「水平に雁行しながら増殖するL字型の壁」が「生活感のある細部の諸要素」とともに空間の連続性を構成しており、同時にまた、この連続性は「時間的な経過のなかで起きる現象を意図した緻密なデザイン」に貫かれている。それは単に来訪者を外部に向かわせるだけでなく、風景や季節の移ろいを取り込み、映し込むための背景、つまりそれ自身は目立つことを望まない控えめな装置として構想されているのである。このような建築的プロムナードは来訪者をせわしなく歩かせ続ける代わりに、そこここで立ち止まらせ、佇ませ、憩い寛ぎながら「自分を取り戻すこと」を可能にする。富永はそれを「壁をめぐる目的のない旅（漂泊）の空間」と呼び、建築家クリストファー・アレグザンダーの｢無名の質」についての哲学的省察と関連付ける。このようにして富永は、後期の前川國男が｢人生の儚さ」に対峙して建築のなかに追い求めた｢永遠」が、たんに「打ち込みタイルの耐久性」のみに還元されるわけではないことを示唆している。
今野政憲, 大川三雄
建築家・前川國男の「エスプラナード」の形成過程に関する一考察 (PDF) （『平成25年度日本大学理工学部　学術講演会論文集』）によると、エスプラナード、あるいは、いこいの広場と呼ばれる外部空間が存在する。

## 前川事務所出身の建築家・構造家
- 丹下健三
- 木村俊彦
- 吉川清
- 鬼頭梓
- 進来廉
- 河原一郎
- 大高正人
- 三上祐三
- 早間玲子
- 横内敏人
- 後藤伸一
- 浜口隆一
- 橋本功 (建築家)
- 若木滋
- 雨宮亮平
- 水之江忠臣
- 横山聡
- 浜口隆一
- 大宇根弘司

 (PDF) 
- 當間卓

### 評伝・図録
- 建築の前夜　前川國男論（松隈洋、みすず書房、2016年）- 前半生の研究伝記
- 未完の建築　前川國男論・戦後編（松隈洋、みすず書房、2024年）- 後半生の研究伝記
- 建築家 前川國男の仕事（美術出版社、2006年）- 「生誕100年 前川國男建築展」図録を改訂
- 前川國男作品集　建築の方法（宮内嘉久編、美術出版社、1990年）- 2冊組の大著
- 『SD スペースデザイン』「特集　前川國男の遺した空間」（鹿島出版会、1992年4月号）- 雑誌特集
- 前川國男・弟子たちは語る（前川國男建築設計事務所OB有志、建築資料研究社〈建築ライブラリー〉、2006年）